# Ebo mexicanus
Ebo mexicanus är en spindelart som beskrevs av Banks 1898. Ebo mexicanus ingår i släktet Ebo och familjen snabblöparspindlar. Inga underarter finns listade i Catalogue of Life.